# エンド・オブ・アン・エラ
『エンド・オブ・アン・エラ』（End Of An Era）は、ナイトウィッシュの2枚目のライブアルバム。CD、LPレコード、DVDで発売された。録音/撮影が行われたのは2005年10月21日、会場はヘルシンキのハートウォール・アリーナ。
この公演終了直後にシンガーのターヤ・トゥルネンが解雇されたため、この編成での公演はこれが最後となった。これが引き金となって諍いがあったものの無事に発売され、本国フィンランドでは発売翌日にゴールド・ディスクになった。

## 収録曲
1. ダークチェスト・オブ・ワンダース Dark Chest Of Wonders
2. プラネット・ヘル Planet Hell
3. エヴァー・ドリーム Ever Dream
4. ザ・キンスレイヤー The Kinslayer
5. ザ・ファントム・オブ・ジ・オペラ Phantom Of The Opera
6. ザ・サイレン The Siren
7. スリーピング・サン Sleeping Sun
8. ハイ・ホープス High Hopes
9. ブレス・ザ・チャイルド Bless the Child
10. ウィッシュマスター Wishmaster
11. スレイング・ザ・ドリーマー Slaying The Dreamer
12. クオレマ・テキー・タイテイヤン Kuolema Tekee Taiteilijan
13. ニモ Nemo
14. ゴースト・ラヴ・スコア Ghost Love Score
15. ストーン・ピープル Stone People
16. クリーク・メリーズ・ブラッド Creek Mary's Blood
17. オーヴァー・ザ・ヒルズ・アンド・ファー・アウェイ Over The Hills and Far Away
18. ウィッシュ・アイ・ハド・アン・エンジェル Wish I Had an Angel

## 参加ミュージシャン
- ターヤ・トゥルネン Tarja Turunen
- ツォーマス・ホロパイネン Tuomas Holopainen
- エンプ・ヴオリネン Emppu Vuorinen
- ユッカ・ネヴァライネン Jukka Nevalainen
- マルコ・ヒエタラ Marco Hietala
- ジョン・トゥー＝ホークス John Two-Hawks